# Jalila Khamis Koko
Jalila Khamis Koko (hay Jalila Khamis Kuku) là một giáo viên và nhà hoạt động người Sudan. Vào tháng 3 năm 2012, cô bị Cơ quan tình báo và an ninh quốc gia Sudan (NISS) bắt giữ và bị buộc tội phản quốc. Sau 10 tháng giam giữ, cô được thả vào tháng 1 năm 2013. Vào tháng 12 năm 2013, Khamis được trao Giải thưởng  "Anh hùng vì quyền con người 2013" của Phái đoàn Liên minh châu Âu tại Sudan.

## Cuộc sống cá nhân
Jalila Khamis sinh năm 1968 tại Nam Kordofan dãy núi Nuba của Sudan và thuộc dân tộc Nubian. Kể từ giữa những năm 1980, ngoại trừ khoảng thời gian sáu năm ngắn ngủi giữa 2005 và 2011, xung đột đã lan tràn khu vực Dãy núi Nuba. Ít được biết đến hơn Darfur, một phần do sự xa xôi và khó tiếp cận, xung đột này là cuộc chiến tranh trải dài nhất châu Phi.
Cô sống cùng với chồng và năm đứa con, ở Khartoum, nơi cô là một giáo viên trung học lâu năm. Cô là thành viên của đảng đối lập ngoài vòng pháp luật, Phong trào giải phóng nhân dân Sudan-Bắc, và hoạt động trong các tổ chức phi chính phủ về quyền phụ nữ ở Sudan.

## Hoạt động
Khi Thỏa thuận Hòa bình Toàn diện được soạn thảo vào năm 2005 để chấm dứt cuộc xung đột kéo dài suốt 25 năm, Khamis được trở về thăm quê hương của mình, Katcha, Buram. Lo ngại vì trẻ em địa phương phải đi một quãng đường xa để đến trường, Khamis quyết định mở một ngôi trường làng. Cô tổ chức những đợt quyên góp để xây dựng ngôi trường và cũng thành công trong việc tuyển dụng giáo viên từ Khartoum.
Năm 2011, khi chiến tranh nổ ra thêm một lần nữa ở vùng núi Nuba, các nhóm phụ nữ và dân thường trở thành đối tượng của cuộc xung đột. Hàng chục ngàn người phải chạy trốn khỏi khu vực Khartoum và Nam Sudan. Khamis biến nhà của mình ở Khartoum thành một ngôi nhà an toàn tạm thời cho những người tỵ nạn và  và kêu gọi cộng đồng chú ý đến một cuộc khủng hoảng nhân đạo gây ra bởi cái mà cô gọi là  'chiến lược quân sự đã được toan tính để thanh lọc sắc tộc Nuba.'
Trong lời kêu gọi hòa bình và chấm dứt chiến tranh, Khamis Koko đăng tải một Video lên YouTube với chỉ trích đàn áp người Nuba của Tổng thống Sudan Omar al-Bashir và dẫn đến việc cô bị bắt giữ. Cô bị buộc tội phản quốc và từ chối tiếp cận luật sư của mình, nhưng các tổ chức phụ nữ đã thực hiện một chiến dịch truyền thông quốc tế, blog, mạng xã hội và một cuộc biểu tình im lặng được tổ chức bởi GIRIFNA — Phong trào kháng chiến phi bạo lực của Sudan. Phong trào được tổ chức tại nhà tù nữ liên bang Omdurman, nơi Khamis đang bị giam giữ. Vào tháng 1 năm 2013, cô được thả và tòa án thừa nhận rằng "không có cơ sở cho các cáo buộc chống lại cô ấy". Khamis đã bị kết án về tội "lan truyền tin sai sự thật" và bị kết án trong thời gian cải tạo.